# Canal de Caledònia
El Canal de Caledònia és una via navegable d'Escòcia que connecta la costa oriental a Inverness i la costa occidental a Corpach, prop de Fort William. Té un recorregut d'aproximadament cent kilòmetres i només un terç de la longitud està construït artificialment. La resta està format pel sistema de llacs de la falla geològica Great Glen; Llac Dochfour, el Llac Ness, el Loch Omhaich i el Loch Lochy. En el recorregut del canal hi ha 29 encluses, quatre aqüeductes i 10 ponts. Va ser dissenyat per l'enginyer Thomas Telford i construït entre 1803 i 1822.